# Districte de Nogent-sur-Seine
El Districte de Nogent-sur-Seine és un dels tres districtes amb què es divideix el departament francès de l'Aube, a la regió del Gran Est. Té 6 cantons i 82 municipis. El cap del districte és la sotsprefectura de Nogent-sur-Seine

## Cantons
cantó de Marcilly-le-Hayer - cantó de Méry-sur-Seine - cantó de Nogent-sur-Seine - cantó de Romilly-sur-Seine-1 - cantó de Romilly-sur-Seine-2 - cantó de Villenauxe-la-Grande